# ابن الفرات المصري
ابن الفرات المصري هو الإمام المؤرخ المحدث ناصر الدين محمد بن عبد الرحيم بن علي بن الحسن بن محمد بن عبد العزيز بن محمد الحنفي المصري، المعروف بـ «ابن الفرات المصري»، ويلقب كذلك بـ «شمس الدين»، (735 هـ - 807 هـ / 1335 - 1405م)، صاحب تاريخ «الطريق الواضح المسلوك إلى معرفة تراجم الخلفاء والملوك» المعروف باسم «تاريخ ابن الفرات»، وهو يعد من أجمع التواريخ ومن أهمها على الإطلاق.

## حياته
ولد في القاهرة سنة 735 هـ / 1335م، ونشأ في بيت علم، فأبوه أحد فقهاء الحنفية في عصره وهو الإمام عز الدين عبد الرحيم بن علي بن الحسن بن الفرات، وتعهد ولده محمد بالعلم والفقه، وألزمه عددا من علماء عصره وتلقى العلم عنهم، ورحل إلى دمشق فأقام فيها مدَّة، ولما استقر به المقام في القاهرة اشتغل وتكسَّب بحوانيت الشهود وعقود الأنكحة بحانوت عند قنطرة قديدار في ظاهر القاهرة، وولي خطابة «المدرسة المعزية» بالقاهرة. واشتغل بعلم الفقه والحديث، ومن ذريته ولده الإمام مسند عصره العلامة القاضى عز الدين عبد الرحيم بن محمد بن عبد الرحيم، المعروف بابن الفرات كأبيه، (759 - 851هـ / 1358 - 1448م) كان «مسند مصر في عصره، مع العلم والفضل والمروءة والشهرة»، قال ابن تغري بردي: «كان له رواية وسند عال في أشياء كثيرة سماعا وإجازة، وحدّث سنين كثيرة، وصار رحلة زمانه، ولنا منه إجازة بجميع سماعه ومروياته».
كان ابن الفرات المصري لهجًا بالتاريخ متعلقًا به، وصنَّف فيه كتابًا واسعًا. ويذكر مؤرِّخ الديار المصرية أحمد بن علي المقريزي في كتابه «درر العقود الفريدة» الذي خصَّصه لتراجم معاصريه أنه وقف على هذا التاريخ، ونقل عنه، وأفاد منه كثيرًا، وأن مسوَّدته بلغت مئة مجلد بيَّض منها في أواخر عمره نحو العشرين.
عُرِف تاريخه هذا بـ «تاريخ ابن الفرات». واسمه في الأصل «الطريق الواضح المسلوك إلى معرفة تراجم الخلفاء والملوك»، إلاّ أن اسمه في دائرة المعارف الإسلامية «تاريخ الدول والملوك». وقد بدأه بحوادث القرن الثامن الهجري منذ سنة 803هـ، ثم أخذ يعود بالحوادث إلى الوراء، فلم يصل إلاّ إلى القرن الرابع الهجري، وقد نقل ابن الفرات في كتابه هذا مقتطفات من مصنفات من تقدَّمه من المؤرخين نقلًا حرفيًا ممَّا زاد في قيمة هذا الكتاب. ومن جملة الكتب التي أكثر من النقل عنها كتاب «زبدة الفكرة في تاريخ الهجرة» للأمير المؤرخ بيبرس المنصوري المتوفى سنة 725هـ.